# Bessi
Ne doit pas être confondu avec Bessi (Cameroun).

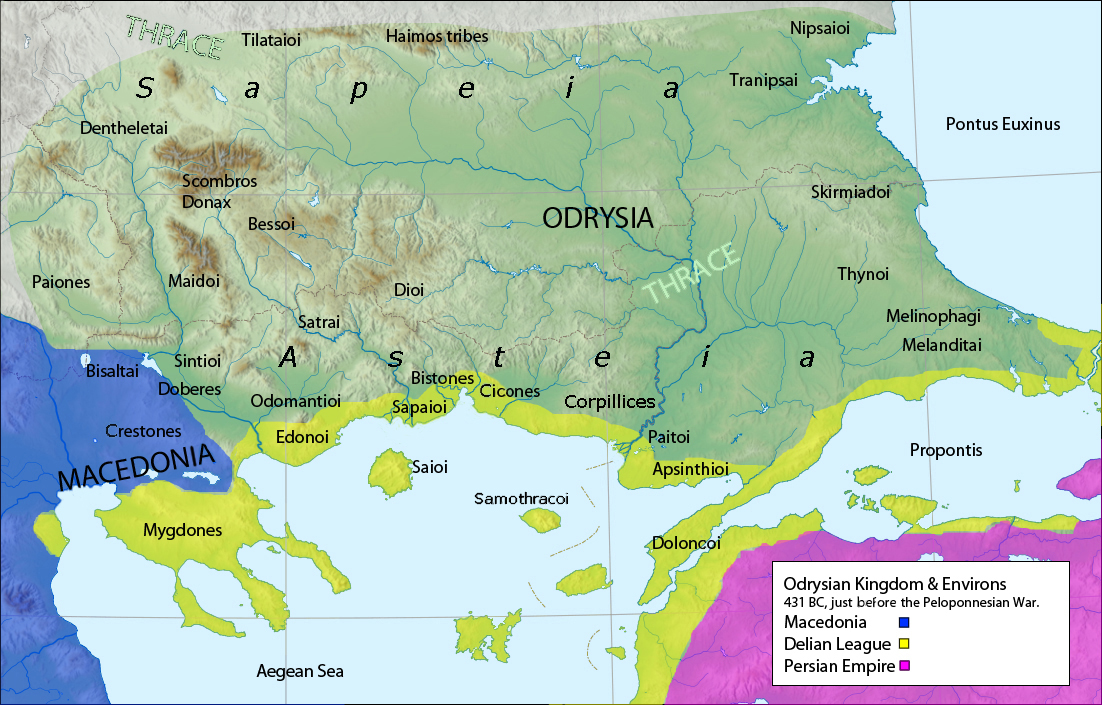
Tribus thraces.

Les Besses sont l'une des principales nation thraces habitant le versant septentrional des Rhodopes.

## Territoire
Dans l'Antiquité, le territoire besse s'étendait du haut bassin de l'Évros aux Rhodopes. Hérodote localise les Besses « dans les montagnes du nord-ouest du Royaume des Odryses », en ajoutant qu'ils pratiquaient la divination et interprétaient les prophéties de la prêtresse de l'oracle de Dionysos situé à Satrae. Strabon les qualifie de « brigands parmi les brigands » et de pillards.
Mais Theodor Mommsen situe leur capitale, Uscudama, plus en aval de l'Évros, sur le site de la future Andrinople alors que les archéologues l'identifient à Bessapara, actuelle Sinitovo près de Pazardjik, en Bulgarie.

## Histoire
En 72 avant notre ère, les Besses sont vaincus par Marcus Terentius Varro Lucullus, le proconsul de Macédoine, et intégrés à l'Empire romain. Vers la fin du IVe siècle, Nicétas de Rémésiana, évêque de la Dacie aurélienne, utilise le nom de « Besses » pour désigner les païens des montagnes, encore à convertir.
Après la romanisation des Thraces, le nom des Besses sert aux chroniqueurs byzantins à distinguer les populations romanophones des Balkans parmi les Ῥωμαίοι - Rhômaíoi ou Romées, les « Romains » en grec (soit les citoyens de la Βασιλεία των Ῥωμαίων - Basileía tôn Rhômaíôn : « empire des Romains » en grec). Ainsi, en 570, le pèlerin Antonin de Plaisance en visite au monastère Sainte-Catherine du Sinaï décrit les langues les plus parlées par les moines : « Grec, Latin, Syriaque, Copte et Besse ». Au IXe siècle le nom de « Valaques » commence à supplanter celui de « Besses » : dans son Strategikon, Cécaumène précise au XIe siècle que les romanophones de Thessalie « descendent des anciens Thraces et Daces » et qu'« on les appelle Besses ou Valaques ».